# Абас Ермењи
Абас Ермењи (алб. Abas Ermenji; Скрапар, 12. децембар 1913 — Париз, 11. март 2003) био је албански политичар и историчар.

## Биографија
Рођен је 12. децембра 1913. године у тадашњој Кнежевини Албанији. Основну школу је завршио у Берату, а средњу у Скадару. Између 1934. и 1938. био је на Сорбони у Паризу, где је био члан Факултета за књижевност са специјализацијом из историје.
Године 1938. вратио се у Албанију где је радио као професор у Корчи до новембра 1939. Ухапшен је 28. новембра 1939. од стране Италијана као један од организатора митинга против фашистичке окупације у Корчи. Отишао је у изгнанство на острво Вентотене.
Године 1941. вратио се у Албанију и помогао у оснивању Бали Комбетара. Учествовао је у организовању оружаног отпора страној окупацији на подручју Скрапар—Берат и успео да га сачува од италијанских снага.
Након успеха комунистичке револуције у Албанији, био је приморан да оде у егзил од стране новог режима. Настанио се у Паризу где је радио за Национални комитет Слободна Албанија, политичку организацију коју су подржавале и финансирале западне земље, где је са другим националистима и колаборационистима радио на настојањима да се Албанија ослободи од Хоџиног режима и да се Косово и Метохија од Југославије. Организација није била успешна због вишеструких сукоба између чланова комитета, укључујући супротстављене ставове између проиталијанских/немачких колаборациониста и антифашистичких националиста, без обзира на бројне покушаје да се организује војно преузимање Албаније.